# Vilibrordo
Vilibrordo, também referido como Vilibrordo de Utreque (Utrecht em inglês: Willibrord; Nortúmbria, 658 - Echternach, Luxemburgo, 7 de novembro de 739) foi um missionário cristão anglo-saxão, primeiro bispo de Utreque e membro da chamada missão anglo-saxã. Considerado o «apóstolo da Frísia e os Países Baixos históricos» (com Flandres e Luxemburgo), é venerado como santo por diversas confissões cristãs.

## Hagiografia

### Infância e juventude
Seu pai era Vilgils ou São Hilgis, um anglo ou, segundo Alcuíno de Iorque, um saxão da Nortúmbria, que se retirou do mundo para uma ermida que dedicou a Santo André.
Vilibrordo teve são Vilfrido, futuro bispo de Iorque, como professor e foi enviado à abadia de Ripon. Ingressou na Ordem de São Bento e entre os vinte e os trinta e dois anos viveu na abadia de Rathmelsigi, na Irlanda, um dos focos culturais do momento. Estudou com o abade São Egberto, que o ordenou sacerdote.

### Missionário dos frísios

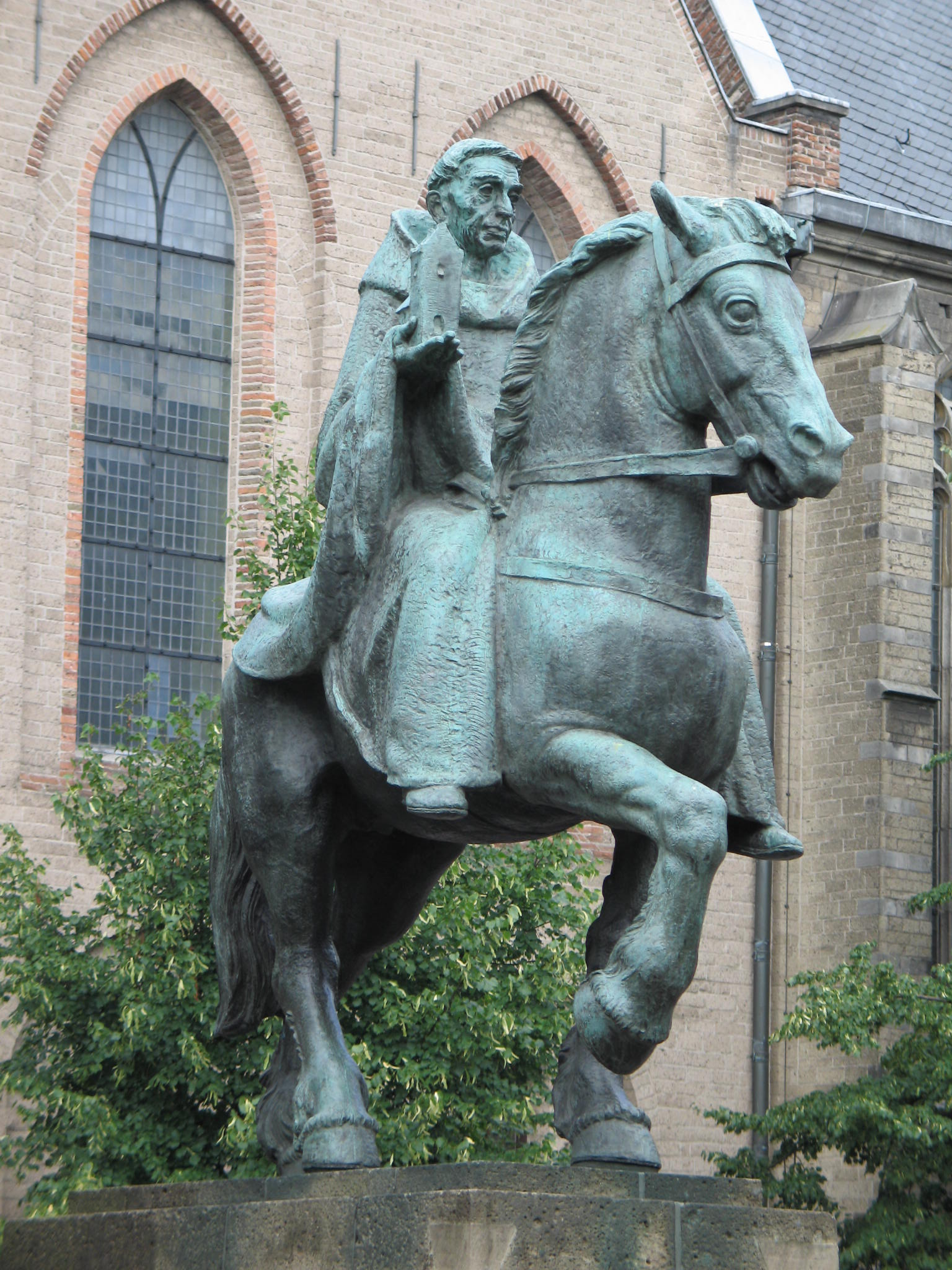
Estátua de são Vilibrordo como missionário, em Utreque

São Egberto o enviou com doze companheiros para converter as tribos germânicas do norte, na região da Frísia, que compreendia os atuais Países Baixos, Flandres e Luxemburgo. Pepino de Herstal, rei cristão dos francos, tinha conquistado os territórios da outra margem do Reno e queria que se evangelizassem, já que não havia chegado o cristianismo. Até 690, chegou com um grupo de monges e se encarregou de organizar a Igreja na região.
Em 695 foi a Roma, onde recebeu a aprovação do Papa Sérgio I, que o consagrou como bispo dos frísios, com o nome de Clemente, e deu-lhe o pálio. De volta à Frísia, continuou a pregação, fundando numerosas igrejas e mosteiros. Em Utreque, estabeleceu a sé da diocese, convertendo-se assim no seu primeiro bispo. Sufragâneas dela, criou as dioceses de Deventer e Haarlem e, em 698, fundou a abadia de Echternach, em Luxemburgo. Destruiu templos e imagens dos deuses pagãos, o que provocou a animosidade dos frísios que não quiseram aceitar a nova religião.
Vilibrordo tentou converter o rei frísio Radbodo, o rei dos frísios, mas não conseguiu e voltou a Fontenelle. A tradição diz que Radbodo esteve a ponto de batizar-se, mas que, no último momento, quando soube que não encontraria no céu a nenhum de seus antepassados, já que ao não ser cristãos estavam condenados, preferiu «passar a eternidade no inferno com os seus, que no céu com estranhos». A missão tinha o apoio dos francos, que assim queriam ficar com o controle do porto de Dorestad, importante foco comercial. Em 714, com a morte de Pepino, Radbodo iniciou uma revolta; em 716 já havia colhido novamente o poder na Frísia, depois o que queimou igrejas e assassinou a muitos dos missionários cristãos. Vilibrordo se refugiou no mosteiro de Echternach, que ele mesmo tinha fundado.
Ao morrer Radbodo em 719, Vilibrordo pode voltar a sua tarefa, ajudado por são Bonifácio, que estava evangelizando as terras germânicas. Agora contavam com o apoio de Carlos Martel. Vilibrordo faleceu durante uma de suas paradas em Echernach, em 7 de novembro de 739, em cuja abadia foi sepultado.

## Veneração e legado

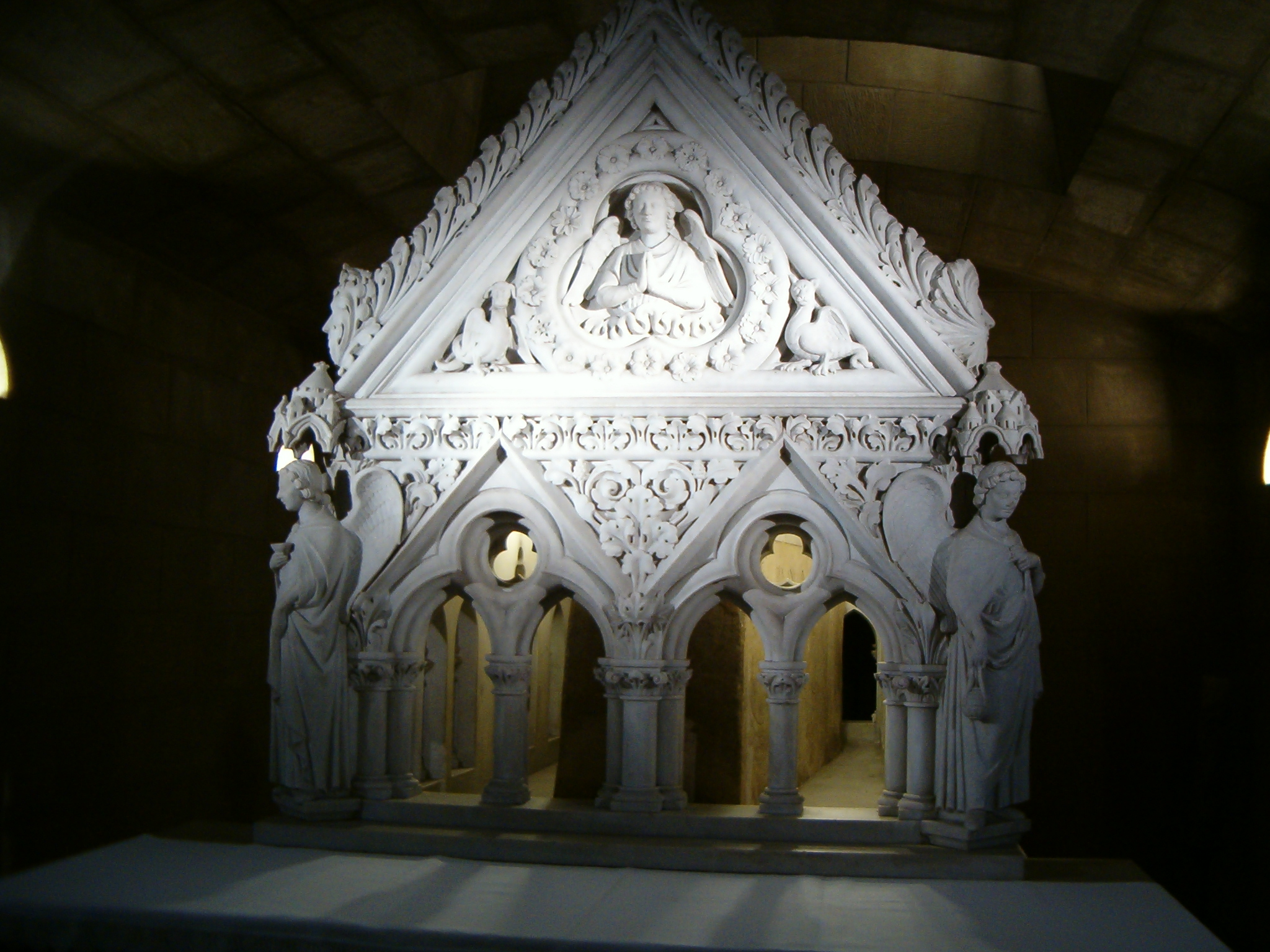
Tumba de Vilibrordo em Echernach

Depois da sua morte, Vilibrordo foi rapidamente venerado como santo. Alcuíno de Iorque escreveu uma hagiografia, baseando-se em alguma mais antiga. Não chegaram aos nossos dias seus escritos, salvo uma breve glosa marginal no Calendário de Echternach. O chamado Evangeliário de Vilibrordo que se conserva na Biblioteca Nacional de Paris é um códice do século VIII que levou ao santo bispo desde Irlanda a Frísia.